# اینسی

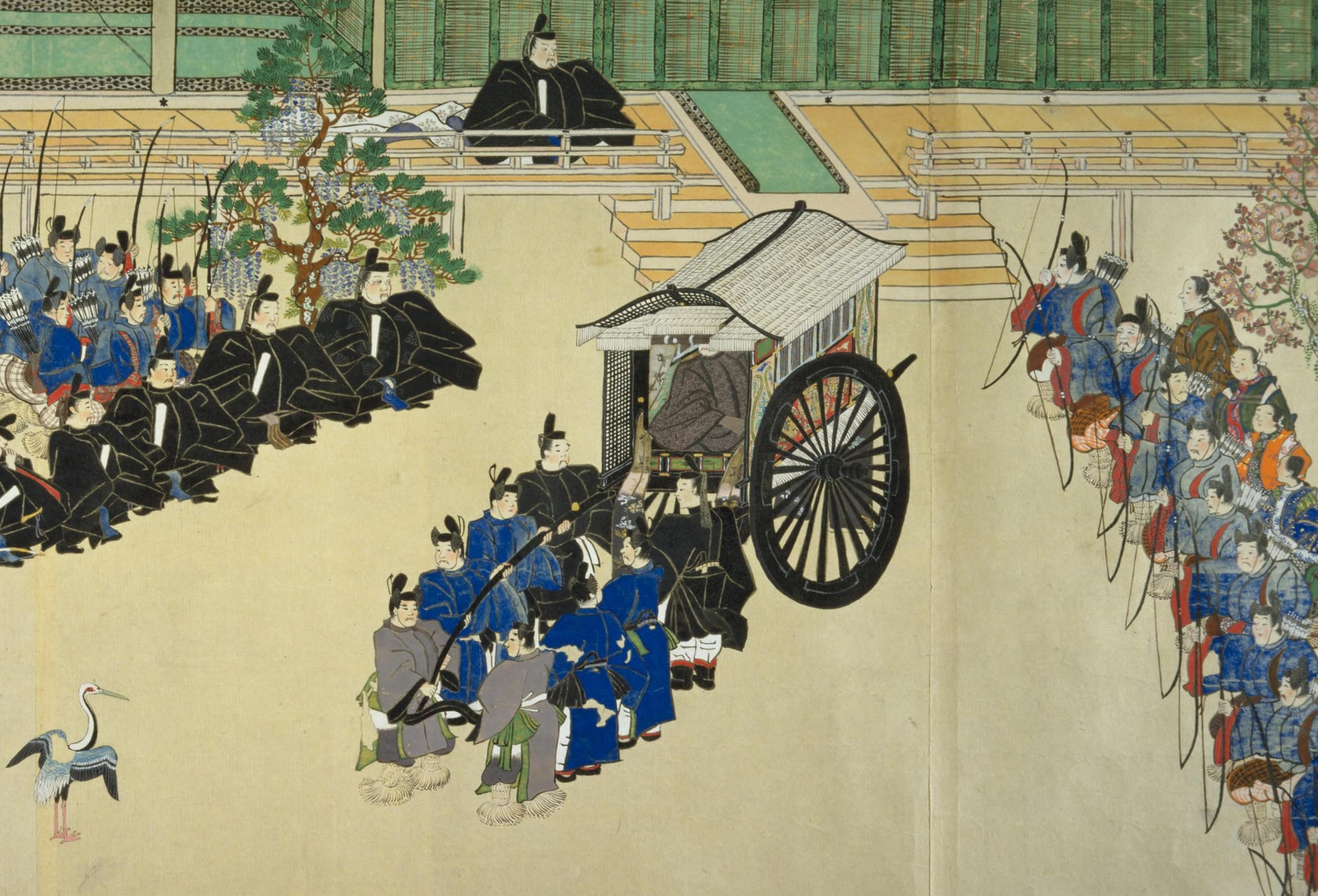
دیدار امپراتور شیراکاوا. از «کاسوگا گونگن جنکی».

اینسی (به ژاپنی: 院政 Insei)، حکومت در گوشه‌نشینی، حکومت پس از کناره‌گیری فرم خاصی از حکومت در ژاپن در طی دوره هی‌آن بود. در این سیستم دوتایی، یک امپراتور ژاپن از سلطنت کناره‌گیری می‌کرد، اما قدرت و نفوذ را در اختیار داشت. در این دوره امپراتورهای بازنشسته که در معابد زندگی می‌کردند، همچنان به کار خود ادامه می‌دادند تا از نفوذ خاندان فوجیوارا و طبقه جنگجو سامورایی در امور کشور جلوگیری کنند. همزمان، کسی که عنوان رسمی امپراتور را داشت و جانشین انتخابی امپراتور سابق بود، تمام نقش‌های تشریفاتی و وظایف رسمی سلطنت را بر عهده داشت.
امپراتورهای بازنشسته به نام دایجو تننو یا جوکو خوانده می‌شدند. امپراتور بازنشسته‌ای که به یک روحانی بودایی وارد می‌شد، دایجوهو (به ژاپنی: 太 上 法 皇 Daijō Hōō) خوانده می‌شد.
امپراتورهای بازنشسته (دایجو تننو)، همین‌طور امپراتورهای روحانی بودایی (دایجوهو)، قبل و بعد از دوره هی‌آن هم وجود داشتند، اما این شیوه از حکومت به عنوان یک سیستم حکومتی، معمولاً اشاره به روشی دارد که توسط امپراتور شیراکاوا در سال ۱۰۸۶ و پس از آن توسط جانشینان وی تا هنگام ظهور شوگونسالاری کاماکورا در سال ۱۱۹۲ اعمال شد.

## جدول
جانشینی قدرت در سیستم اینسی پیچیده بود.
| ترتیب عادی امپراتوری | زمان سلطنت | امپراتور ژاپن        | امپراتور اینسی ارشد | دیگر امپراتوران اینسی |
| -------------------- | ---------- | -------------------- | ------------------- | --------------------- |
| ۷۱                   | ۱۰۶۷—۱۰۷۲  | امپراتور گو-سانجو    |                     |                       |
| ۷۲                   | ۱۰۷۲—۱۰۷۳  | امپراتور شیراکاوا    | گو-سانجو            |                       |
|                      | ۱۰۷۳—۱۰۸۶  | شیراکاوا             |                     |                       |
| ۷۳                   | ۱۰۸۶—۱۱۰۷  | امپراتور هوریکاوا    | شیراکاوا            |                       |
| ۷۴                   | ۱۱۰۷—۱۱۲۳  | امپراتور توبا        | شیراکاوا            |                       |
| ۷۵                   | ۱۱۲۳—۱۱۲۹  | امپراتور سوتوکو      | شیراکاوا            | توبا                  |
|                      | ۱۱۲۹—۱۱۴۱  | سوتوکو               | توبا                |                       |
| ۷۶                   | ۱۱۴۱—۱۱۵۵  | امپراتور کونوئه      | توبا                | سوتوکو                |
| ۷۷                   | ۱۱۵۵—۱۱۵۶  | امپراتور گو شیراکاوا | توبا                | سوتوکو                |
|                      | ۱۱۵۶—۱۱۵۸  | گو شیراکاوا          |                     | سوتوکو                |
| ۷۸                   | ۱۱۵۸—۱۱۶۵  | امپراتور نیجو        | گو شیراکاوا         |                       |
| ۷۹                   | ۱۱۶۵—۱۱۶۸  | امپراتور روکوجو      | گو شیراکاوا         |                       |
| ۸۰                   | ۱۱۶۸—۱۱۸۰  | امپراتور تاکاکورا    | گو شیراکاوا         | روکوجو (تا ۱۱۷۶)      |
| ۸۱                   | ۱۱۸۰—۱۱۸۵  | امپراتور آنتوکو      | گو شیراکاوا         | تاکاکورا (تا ۱۱۸۱)    |
| ۸۲                   | ۱۱۸۴—۱۱۹۲  | امپراتور گو-توبا     | گو شیراکاوا         |                       |
|                      | ۱۱۹۲—۱۱۹۸  | گو-توبا              |                     |                       |